# Бокаріус Микола Сергійович
Мико́ла Сергі́йович Бока́ріус (* 6 березня 1869, Одеса — † 24 грудня 1931, Харків) — український вчений, доктор медичних наук, один із засновників радянської судової медицини і криміналістики, педагог, завідуючий кафедри судової медицини Харківського університету (1910-1931, з 1921 – Харківського медичного інституту), засновник і директор Харківського інституту судової експертизи (1925-1931). Автор низки монографій і підручників з судової медицини. Батько Миколи Миколайовича Бокаріуса. Заслужений професор УРСР (1925).

## Біографія
Бокаріус Микола Сергійович народився 19 березня 1869 р. в Одесі в сім’ї викладача та вихователя Рішельєвської гімназії.
1890 р. закінчив гімназію та вступив на медичний факультет Харківського університету , який закінчив з відзнакою у 1895 р. та став позаштатним ординатором хірургічної клініки, якою керував професор В. Ф. Грубе. Займався патологоанатомічними і пато-гістологічними дослідженнями.
У 1897 р. став помічником прозектора кафедри судової медицини, у 1901 р. — прозектором, у 1903 р. — приват-доцентом.
У 1902 р. захистив докторську дисертацію «Кристаллы Флоранса, их химическая природа и судебно-медицинское значение», у 1910 р. отримав звання професора.
З 1910 р. працював завідувачем кафедри судової медицини Харківського університету, читав курси пластичної анатомії в художній школі, шкільної гігієни для вчителів, завідував кафедрою в Жіночому медичному інституті, викладав судову медицину на юридичному факультеті, а в роки Першої світової війни (1915-1917) бере безпосередню участь у підготовці 3 випусків санітарів із студентів медичного факультету університету, 2 випусків сестер милосердя та 1 випуску санітарів-інструкторів з боротьби з задушливими газами.
У 1913 організував у Харківському університеті Інститут судової медицини, у 1923 — кабінет наукової судової експертизи. У 1925 р. Микола Сергійович очолив організований ним на базі цього кабінету Харківський інститут судової експертизи. Нині Харківський НДІ судових експертиз носить ім'я Миколи Сергійовича Бокаріуса.
У 1920 р. став керівником судово-медичного відділу, створеного у складі Народного комісаріату охорони здоров'я УРСР. У 1923 р. створив Головну судово-медичну інспектуру при організаційному відділі Народного комісаріату охорони здоров'я. З 1923 - головний державний судово-медичний експерт УРСР.
1921 р. - у Харківському фармакологічному інституті науковцем була створена кафедра судової хімії, яку він очолював до 1923 р..
Провів до 5000 досліджень речових доказів та понад 3000 розтинів трупів.
З 1921 р. викладає судову медицину на курсах Красного права Харківського губернського відділу юстиції, пізніше на юридичних курсах Наркомюста УРСР, у 1924-25 рр. – судову медицину та кримінальну техніку слухачам Всеукраїнської вищої школи командного складу при Головному управлінні міліції УРСР. У 1925 р. читає лекції командному складу Харківського управління карного розшуку.
З 1925 р. - одночасно завідував науково-технічним відділом Харківського карного розшуку, виконував обов'язки Головного консультанта міліції і розшуку Наркомату внутрішніх справ УРСР. 1927-1930 рр. проводить заняття з судової медицини із курсантами Головного управління міліції УРСР. З 1928 р. Бокаріус — головний державний судово-медичний експерт УРСР.
Помер М.С. Бокаріус 23 грудня 1931 р. у Харкові.

## Наукова праця
У 1904 р. запропонував методику визнання прижиттєвості странгуляційної борозни, що стала класичною. У 1911 р. першим у Російській Імперії провів дактилоскопічну експертизу. Став засновником криміналістичного напрямку в судовій медицині. Запропонував низку реакцій, що використовуються під час судово-медичного дослідження речових доказів .
Брав участь у створенні державних законодавчих актів з питань експертизи, судової медицини, криміналістики, серед яких: «Керівництво реєстраційно-дактилоскопічним бюро міліції і карного розшуку УСРР», «Довідковий підручний альбом для працівників карного розшуку й міліції при складанні словесного портрета» (обидва – 1924), «Криміналістика й науково-судова експертиза» (1931), «Настільний порадник до засвоєння наукової техніки в розслідуванні злочинів» (т. 1–2, 1929 – 30) у підготовці карного й карно-процесуального кодексів УРСР .
Написав близько 130 наукових праць, в тому числі ряд монографій та підручників: «Судово-медичні мікроскопічні та мікрохімічні дослідження речових доказів» (1910), «Короткий курс судової медицини» (1911), «Судова медицина у викладі для юристів» (1915), «Початковий зовнішній огляд трупа при міліційному та розшуковому дізнанні» ), «Зовнішній огляд трупа на місці події або виявлення його» (1929), «Судова медицина для медиків та юристів» (1930). Деякі з них (наприклад, посібник з судової медицини для юристів «Первинний зовнішній огляд трупа при міліцейському і розшуковому дізнанні») досі не втратили своєї наукової цінності. Бокаріус виховав ціле покоління судовомедичних експертів і криміналістів.

## Обрані праці
- Кристаллы Florence'a, их химическая природа и судебно-медицинское значение. Х., 1902;
- К вопросу о кристаллах гемоглобина с судебно-медицинской точки зрения // Рус. мед. вест. 1902;
- Об открытом овальном отверстии в перегородке между предсердиями у взрослых // Рус. мед. вест. 1903;
- Краткий курс судебной медицины: в конспектном изложении. Х., 1911;
- Судебная медицина в изложении для юристов. Х., 1915;
- Судебная медицина для медиков и юристов. Х., 1930.

## Громадська діяльність
Був засновником і редактором журналів «Архів кримінології та судової медицини» та «Питання криміналістики та науково-судової експертизи» (українською мовою).
У 1925 р. був організатором проведення 1-го Українського з'їзду судових медиків.

## Вшанування пам'яті
- На його честь названий Харківський науково-дослідний інститут судових експертиз ім. Засл. проф. М. С. Бокаріуса Міністерства юстиції України.[10]
- У 2003 році провулок у Харкові отримав його ім'я.[11]
- 19 грудня 2016 р. на будинку по вулиці Чернишевській, 46 в Харкові, де він проживав з 1898 по 1919 рік, відкрита меморіальна дошка.[12]
- 19 квітня 2019 р. Харківського науково-дослідного інституту судових експертиз ім. Засл. проф. М. С. Бокаріуса, було відкрито пам'ятник вченому[13]